# フックホア県
フックホア県（ベトナム語：Huyện Phục Hòa / 縣復和?）は、ベトナム社会主義共和国カオバン省にかつて存在した県。面積は250.1km²、人口は65,698人（2019年）である。

## 概要
2020年2月11日にクアンユエン県と合併してクアンホア県が新設された。

## 行政区画
2市鎮7社から構成されていた。